# Ligne 102 du tramway de Bruxelles
 (août 2024).
La ligne 102 est une ancienne ligne du tramway de Bruxelles.
La ligne 102 est une ancienne ligne circulaire du tramway de Bruxelles. Comme sa jumelle, la ligne 101, elle formait en effet une grande boucle autour du centre-ville, sur la Petite-Ceinture. À la seule différence qu'elle traversait le Canal de Bruxelles-Charleroi pour desservir le cœur historique de Molenbeek sur la rive gauche, alors que le 101 desservait la rive droite, par les portes d'Anderlecht et de Ninove.

## Histoire

### De 1967 à 1975
La ligne 102 est mise en service le 29 novembre 1967 pour renforcer la desserte de la ligne 101 entre la Gare du Midi et la Place de l'Yser via les portes de Hal, "Louise" et de Namur. Également circulaire et bi-directionnelle, son seul terminus se situait aussi à la Gare du Midi. Son itinéraire était néanmoins légèrement plus long que celui du tram 101, car il desservait le centre de Molenbeek via la rue de Ribaucourt jusqu'à la place de la Duchesse de Brabant (actuel bus 86 ). Après avoir rejoint la Gare de l'Ouest, il redescendait vers la place Bara par le quartier des abattoirs d'Anderlecht.

### De 1975 à 1988
En 1975, il fut dévié depuis la Gare de l'Ouest vers la place Jef Mennekens, où il obtient finalement son second terminus. Le tronçon entre les gares de l'Ouest et du Midi fut quant à lui repris par les trams du 62, puis de l'ancienne ligne 58 du tramway de Bruxelles.
Il emprunta également le tunnel du futur métro 2 jusqu'au 1er octobre 1988 en compagnie des trams 18, 19, 32, 101 et 103, avant de subir le même sort que les lignes 32 et 101, supprimées par l'arrivée du métro lourd. Les trois autres lignes s'en sortirent moyennant une profonde modification de leur tracé.

### Lignes remplaçant la ligne 102
Avant 1988, le pont Sainctelette enjambant le Canal de Bruxelles à Charleroi était emprunté par cinq lignes de trams (18, 19, 32, 102 et 103), la 101 bifurquant à gauche juste avant.
Avec l'arrivée du métro lourd de la ligne 2, seul le tram 18 (avec un itinéraire complètement différent) a continué de le franchir à cet endroit jusqu'à sa suppression en 2007, et la reprise de cet itinéraire par le tram 81 pour une année seulement, puis en 2008, par le tram 51 qui y circule encore aujourd'hui.
Le tunnel du métro 2 passe sous le Canal, peu profond à cet endroit. Une station fantôme "Sainctelette" existe aux abords du Canal entre les stations Yser et Ribaucourt, mais n'a jamais été mise en service, notamment à cause de sa proximité avec la station Yser.
La desserte du centre de Molenbeek fut dès lors assurée par la ligne de bus 89, elle-même remplacée par la ligne 86 depuis 2021.
Le terminus de la place Mennekens fut ensuite repris par les trams de la ligne 83, renfort de la ligne 82 jusqu'à la Gare du Midi, avant d'être abandonné lors de sa suppression. Les rails furent retirés des ruelles du centre de Molenbeek (entre Duchesse de Brabant et Ribaucourt), ainsi que de la rue Nicolas Doyen à la place Bara (excepté les voies d'accès au dépôt). En effet, le bouclage des lignes de métro 2 et 6 vers la gare de l'Ouest desservant également les stations Clemenceau, Delacroix et la Gare du Midi a rendu la ligne 83 totalement obsolète. Pour les nostalgiques de ces deux lignes (102 et 83), il existe toujours les deux quais d'embarquement, ainsi que les rails de l'ancien terminus sur la place Mennekens, à l'exception de la boucle de retournement. Utilisées en tant que places de parking improvisées, ces deux "reliques" ferroviaires sont encore bien visibles depuis le tram 82, en regardant vers la gauche en venant de la gare de l'Ouest, et vers la droite depuis Berchem-Sainte-Agathe et le cimetière de Molenbeek. 
La ligne 82 continue de desservir le tronçon "Mennekens-Ouest-Midi", mais via la Porte de Ninove, la Porte d'Anderlecht et le Boulevard du Midi. Les gares de l'Ouest et du Midi sont donc reliées à la fois par le tram, et par le métro des lignes 2 et 6.

## Tracé et stations
|  |   |  | Stations            |
|  | - |  | ------------------- |
|  | o |  | Gare du Midi        |
|  | o |  | Porte de Hal        |
|  | o |  | Hôtel des Monnaies  |
|  | o |  | Louise              |
|  | o |  | Porte de Namur      |
|  | o |  | Luxembourg          |
|  | o |  | Arts                |
|  | o |  | Madou               |
|  | o |  | Botanique           |
|  | o |  | Rogier              |
|  | o |  | Yser                |
|  | o |  | Sainctelette        |
|  | o |  | Ribaucourt          |
|  | o |  | Comte de Flandre    |
|  | o |  | Borne               |
|  | o |  | Éléphant            |
|  | o |  | Duchesse de Brabant |
|  | o |  | Quatre-Vents        |
|  | o |  | Gare de l'Ouest     |
|  | o |  | Joseph Baeck        |
|  | o |  | Mennekens           |

(1967 - 1975)
... - Gare de l'Ouest - Doyen - Delacroix - Abattoirs d'Anderlecht - Clemenceau - Bara - Gare du Midi (circulaire)